# Decretaal gedesigneerde stad

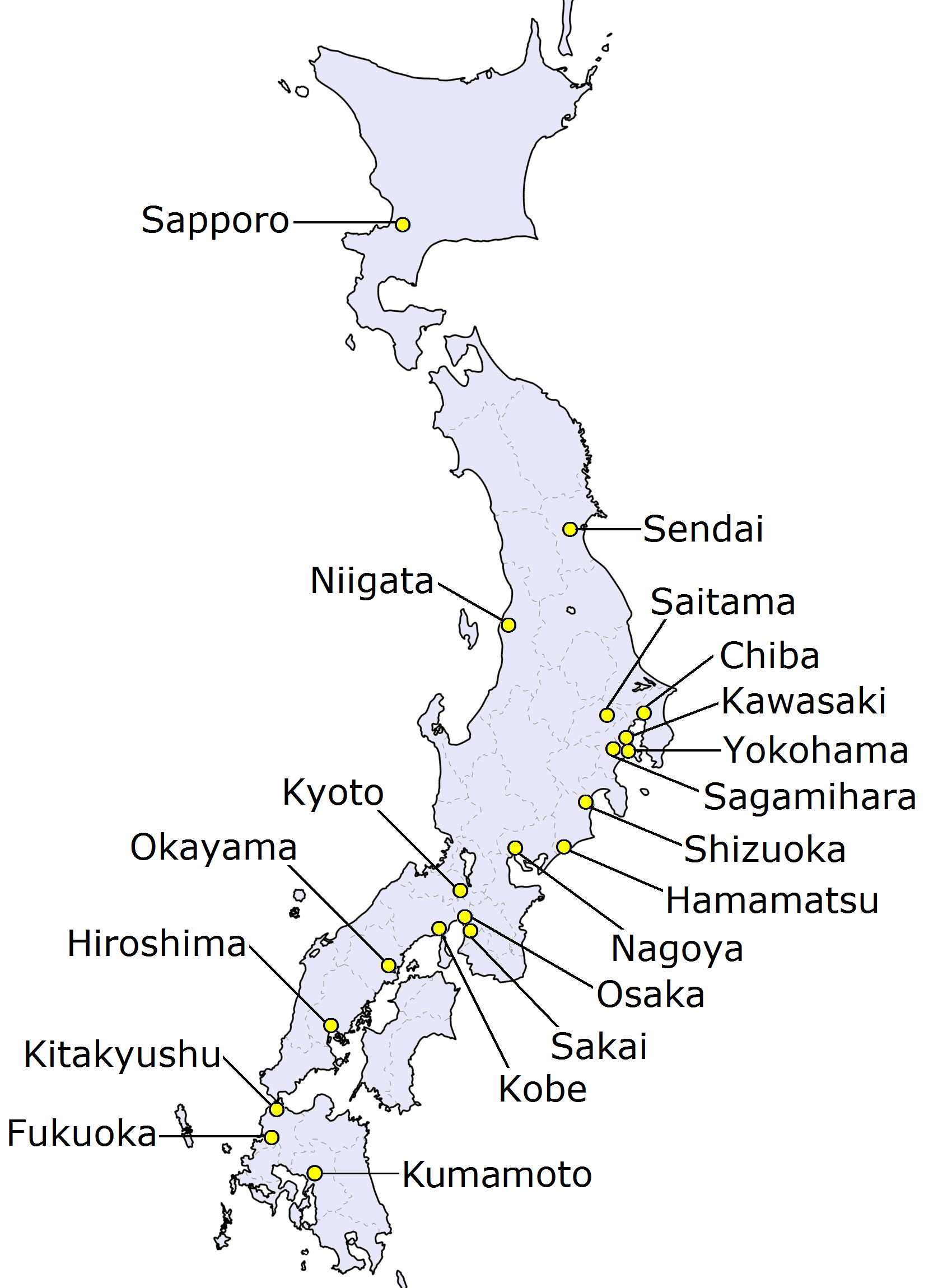
Kaart van de decretaal gedesigneerde steden

In een poging de staat op een meer gedecentraliseerde wijze te reorganiseren stelde de Japanse regering sedert 1956 het systeem van decretaal gedesigneerde steden (Jap.: 政令指定都市, seirei shitei toshi of 政令市, seirei shi) in. Dergelijke steden tellen een bevolking van minstens 500.000 inwoners, en hebben vergeleken bij (stads)prefecturen gelijklopende fiscale en bestuurlijke bevoegdheden. Veeleer dan prefecturale procedures te doorlopen onderhandelen ze bij aanvraag van rijkssubsidies rechtstreeks met de centrale overheid. Decretaal gedesigneerde steden zijn daarenboven gemachtigd binnen hun rechtsgebied het beheer over rijkswegen waar te nemen.

## Lijst van de decretaal gedesigneerde steden
Er vallen momenteel 20 steden onder deze regeling.
- De wijk in het vet is deze waar zich het gemeentehuis bevindt.

| Regio    | Prefectuur | Decretaal gedesigneerde stad | Datum            | Wijken | Wijken |
| Regio    | Prefectuur | Decretaal gedesigneerde stad | Datum            | Aantal | Lijst |
| -------- | ---------- | ---------------------------- | ---------------- | ------ | --- |
| Hokkaidō | Hokkaidō   | Sapporo                      | 1 april 1972     | 10     | Atsubetsu-ku, Chuo-ku, Higashi-ku, Kita-ku, Kiyota-ku, Minami-ku, Nishi-ku, Shiroishi-ku, Teine-ku, Toyohira-ku |
| Tōhoku   | Miyagi     | Sendai                       | 1 april 1989     | 5      | Aoba-ku, Izumi-ku, Miyagino-ku, Taihaku-ku, Wakabayashi-ku |
| Kantō    | Saitama    | Saitama                      | 1 april 2003     | 10     | Nishi-ku, Kita-ku, Ōmiya-ku, Minuma-ku, Chūō-ku, Sakura-ku, Urawa-ku, Minami-ku, Midori-ku, Iwatsuki-ku |
| Kantō    | Chiba      | Chiba                        | 1 april 1992     | 6      | Chuo-ku, Hanamigawa-ku, Inage-ku, Midori-ku, Mihama-ku, Wakaba-ku |
| Kantō    | Kanagawa   | Yokohama                     | 1 september 1956 | 18     | Aoba-ku, Asahi-ku, Hodogaya-ku, Isogo-ku, Izumi-ku, Kanagawa-ku, Kanazawa-ku, Kōhoku-ku, Kōnan-ku, Midori-ku, Minami-ku, Naka-ku, Nishi-ku, Sakae-ku, Seya-ku, Totsuka-ku, Tsurumi-ku, Tsuzuki-ku                                                                                                  |
| Kantō    | Kanagawa   | Kawasaki                     | 1 april 1972     | 7      | Asao-ku, Kawasaki-ku, Miyamae-ku, Nakahara-ku, Saiwai-ku, Takatsu-ku, Tama-ku |
| Kantō    | Kanagawa   | Sagamihara                   | 1 april 2010     | 3      | Chuo-ku, Midori-ku, Minami-ku |
| Chūbu    | Niigata    | Niigata                      | 1 april 2007     | 8      | Akiha-ku, Chūō-ku, Higashi-ku, Kita-ku, Kōnan-ku, Minami-ku, Nishikan-ku, Nishi-ku |
| Chūbu    | Shizuoka   | Shizuoka                     | 1 april 2005     | 3      | Aoi-ku, Suruga-ku, Shimizu-ku |
| Chūbu    | Shizuoka   | Hamamatsu                    | 1 april 2007     | 7      | Hamakita-ku, Higashi-ku, Kita-ku, Minami-ku,Naka-ku, Nishi-ku, Tenryū-ku |
| Chūbu    | Aichi      | Nagoya                       | 1 april 1956     | 16     | Atsuta-ku, Chikusa-ku, Higashi-ku, Kita-ku, Meito-ku, Midori-ku, Minami-ku, Minato-ku, Mizuho-ku, Moriyama-ku, Naka-ku, Nakagawa-ku, Nakamura-ku, Nishi-ku, Showa-ku, Tempaku-ku |
| Kansai   | Kyoto      | Kyoto                        | 1 september 1956 | 11     | Fushimi-ku, Higashiyama-ku, Kamigyo-ku, Kita-ku, Minami-ku, Nakagyo-ku, Nishikyo-ku, Sakyo-ku, Shimogyo-ku, Ukyo-ku, Yamashina-ku |
| Kansai   | Osaka      | Osaka                        | 1 april 1956     | 24     | Abeno-ku, Asahi-ku, Chuo-ku, Fukushima-ku, Higashinari-ku, Higashisumiyoshi-ku, Higashiyodogawa-ku, Hirano-ku, Ikuno-ku, Joto-ku, Kita-ku, Minato-ku, Miyakojima-ku, Naniwa-ku, Nishi-ku, Nishinari-ku, Nishiyodogawa-ku, Suminoe-ku, Sumiyoshi-ku, Taisho-ku, Tennoji-ku, Tsurumi-ku, Yodogawa-ku |
| Kansai   | Osaka      | Sakai                        | 1 april 2006     | 7      | Higashi-ku, Kita-ku, Mihara-ku, Minami-ku, Naka-ku, Nishi-ku, Sakai-ku |
| Kansai   | Hyōgo      | Kobe                         | 1 september 1956 | 9      | Nishi-ku, Kita-ku, Tarumi-ku, Suma-ku, Nagata-ku, Hyōgo-ku, Chūō-ku, Nada-ku, Higashinada-ku |
| Chūgoku  | Okayama    | Okayama                      | 1 april 2009     | 4      | Kita, Naka, Higashi, Minami |
| Chūgoku  | Hiroshima  | Hiroshima                    | 1 april 1980     | 8      | Aki-ku, Asakita-ku, Asaminami-ku, Higashi-ku, Minami-ku, Naka-ku, Nishi-ku, Saeki-ku |
| Kyūshū   | Fukuoka    | Kitakyūshū                   | 1 april 1963     | 7      | Kokura Kita-ku, Kokura Minami-ku, Moji-ku, Tobata-ku, Wakamatsu-ku, Yahatahigashi-ku, Yahatanishi-ku |
| Kyūshū   | Fukuoka    | Fukuoka                      | 1 april 1972     | 7      | Higashi-ku, Hakata-ku, Chuo-ku, Minami-ku, Jonan-ku, Sawara-ku, Nishi-ku |
| Kyūshū   | Kumamoto   | Kumamoto                     | 1 april 2012     | 5      | Kita-ku, Nishi-ku, Chuo-ku, Higashi-ku, Minami-ku |